# Cardiganshire
Cardiganshire (en galés: Sir Aberteifi) fue uno de los trece condados históricos de Gales, en el Reino Unido. Creado en 1282. Tiene más o menos la misma extensión que la actual autoridad unitaria de Ceredigion, vuelto a crear en 1996.
Sus principales localidades son Aberaeron, Aberystwyth, Lampeter, New Quay, Newcastle Emlyn (parcialmente en Carmarthenshire) y Tregaron.